# Toccata
A toccata (amely az olasz érinteni szóból származik) egy billentyűs hangszerre íródott zenemű, amelyben az előadó a virtuozitását mutathatja be. Nagy ritkán a több hangszerre íródott darabokat hívják így (például Claudio Monteverdi Orfeo című operájának nyitánya).
Az első forma a késő reneszánszban jelent meg, Észak-Itáliában. Az 1590-es években többek között Girolamo Diruta, Adriano Banchieri, Claudio Merulo, Andrea és Giovanni Gabrieli, ill. Luzzasco Luzzaschi komponáltak ilyen műveket. Ezekben a művekben az egyik kézben mindig akkord-kíséret van, míg a másikban virtuóz futam. Az éppen ott tanuló Hans Leo Hassler elterjesztette Németország-szerte, és így csúcsosodhatott a műfaj később Johann Sebastian Bachnál.
A barokk zene első toccatáját Girolamo Frescobaldi írta, ahol a reneszánszhoz képest szinte minden megnagyobbodott (hosszúság, virtuozitás stb.), és jobban szekciókra bomlott. Az akkordok fugatizálódtak, a futamok mellé gyakran arpeggiók társultak. A tempó változó, de a darab mindig az improvizáció hatását kelti.
Bach (akinél a toccata általában fúgával vagy prelúdiummal társul) mellett Michelangelo Rossi, Johann Jakob Froberger, Jan Pieterszoon Sweelinck, Alessandro Scarlatti és Dietrich Buxtehude írta a leghíresebb toccatákat.
A műfaj később más szerzőknél ritkán fordult elő. Amikor Robert Browning egy Baldassare Galuppi toccata-témát dolgozott fel, teljesen újdonságként hatott. Híresebb szerzők közül Robert Schumann és Szergej Prokofjev írt zongorára toccatákat, Maurice Ravel a Le Tombeau de Couperinbe írt, Claude Debussy pedig a Suite: Pour le Pianoban szerepelteti, Kaikhosru Shapurji Sorabji is jó pár ilyen művet írt. Jacques-Nicolas Lemmens révén a késő romantikus francia orgonaiskola része lesz. Híresebb példák még Charles-Marie Widor 5., illetve Louis Vierne 1. szimfóniája.